# Mesodesmus roccati
Mesodesmus roccati är en mångfotingart som först beskrevs av Filippo Silvestri 1907.  Mesodesmus roccati ingår i släktet Mesodesmus och familjen Chelodesmidae. Inga underarter finns listade i Catalogue of Life.